# 第42独立機械化旅団 (ウクライナ陸軍)
第42独立機械化旅団（だい42どくりつきかいかりょだん、ウクライナ語: 42 окрема механізована бригада）は、ウクライナ陸軍の旅団。第16軍団隷下。

## 概要

### ロシアのウクライナ侵攻

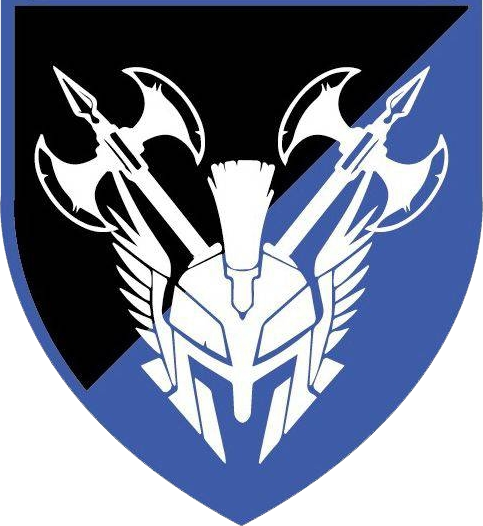
旧第42独立機械化旅団章

2023年1月25日、ロシアのウクライナ侵攻の影響に伴い、テルノーピリ州で創設された。

#### 東部・スヴァトヴェ-クレミンナ戦線
2023年9月、東部ルハーンシク州セヴェロドネツィク地区に配備され、クレミンナ方面を防御した。

#### 東部・バフムート戦線
2023年10月、激戦地の東部ドネツィク州バフムート地区に再配置され、バフムート西を防御した。

#### 北東部・ハルキウ戦線
2024年5月、ロシアと国境を接する北東部ハルキウ州ハルキウ地区に再配置され、友軍の救援でハルキウ北のリプツィ方面を防御し、戦線を安定させた。

#### 東部・バフムート戦線
2024年10月、第1機械化大隊が激戦地の東部ドネツィク州バフムート地区に再配置され、バフムート南のトレツク方面に展開した。

#### 東部・スヴァトヴェ-クレミンナ戦線
2025年3月、第424独立小銃大隊が北東部ハルキウ州クプヤンシク地区に再配置され、クプヤンシク方面に展開した。

## 編制
- 旅団司令部（チョルトキウ）
- 第1機械化大隊
- 第2機械化大隊
- 第3機械化大隊
- 戦車大隊
- 第419独立小銃大隊
- 第422独立小銃大隊
- 第424独立小銃大隊
- 旅団砲兵群
  - 本部中隊
  - 第1自走砲大隊
  - 第2自走砲大隊
  - ロケット砲大隊
  - 対戦車砲大隊
- 防空大隊

- 工兵大隊
- 整備大隊
- 兵站大隊
- 偵察中隊
- 電子戦中隊
- 通信中隊
- レーダー中隊
- NBC防護中隊
- 衛生中隊
- 無人システム大隊 ペルン